# Shangguan Yunzhu
Shangguan Yunzhou (上官雲珠S) (Jiangyin, 2 marzo 1920 – Shanghai, 23 novembre 1968) è stata un'attrice cinese.
Considerata una delle più talentuose e versatili attrici cinesi, fu inserita dalla China Film Performance Art Academy tra i "100 migliori attori in 100 anni di cinema cinese" nel 2005.
Nasce col nome di Wei Junluo, Shangguan Yunzhou si trasferisce a Shanghai quando la sua città natale viene attaccata dal Giappone. A Shanghai diventa un'attrice di film drammatici, ma sua carriera prese il volo dopo la fine della seconda guerra sino-giapponese. Partecipa a diversi film del movimento progressista come The Spring River Flows East, Crows and Sparrows, e Women Side by Side. Dopo la vittoria comunista in Cina nel 1949, la sua carriera venne meno quando il marito fu coinvolto nella campagna anticapitalismo dei Tre Anti e dei Cinque Anti; più tardi interpreterà personaggi in altri film.
Shangguan Yunzhu si sposò tre volte ed ebbe tre figli, ma tutti i tre matrimoni finirono in divorzio. Si dici anche che abbia avuto una relazione con Mao Zedong, a causa della quale venne duramente perseguitata dai seguaci della moglie di Mao, Jiang Qing durante la Rivoluzione Culturale, che la portò al suicidio nel novembre del 1968.

## Biografia

### Primi anni
Shangguan Yunzhu nasce nel 1930 nel villaggio di Changjing, a Jiangyin, provincia di Jiangsu. Il suo nome natale è Wei Junluo, ma usò anche il nome Wei Yajun. Era la figlia più giovane di cinque fratelli. Nel 1936 si sposò con Xhang Dayan, un insegnante d'arte e amico di suo fratello, presto ebbe un figlio che chiamò Zhang Qijian, all'età di 17 anni.
Subito dopo il suo matrimonio scoppiò la seconda guerra sino-giapponese. Nel novembre 1937 l'invasione giapponese arrivò fino a Jiangyin e una delle sorelle di Wei fu uccisa in un bombardamento aereo. A quel punto si rifugiò a Shanghai con tutta la sua famiglia.

### Anni '40

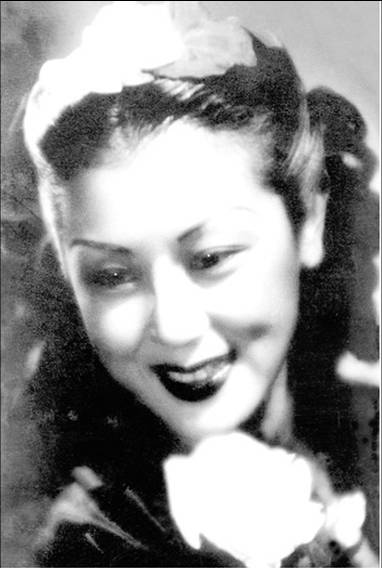
Shangguan Yunzhu negli anni quaranta

A Shanghai Wei Junluo trova lavoro presso uno studio fotografico di proprietà di He Zuomin, un fotografo della Mingxing Film Company. Influenzata dai numerosi clienti dello studio, si appassiono alla recitazione. Nel 1940 si iscrisse alla scuola di arte drammatica e fu impiegata presso la Xinhua Film Company dopo aver conseguito il titolo. Adottò il nome di Shangguan Yunzhu, suggeritole dall'influente regista Bu Wancang. Dopo il suo successo nel ruolo di attrice protagonista nel film Thunderstorm di Cao Yu, si unì alla Yihua Company e si costruì il nome con il suo film di debutto Fallen Rose, del 1941.
Nel 1942 Shangguan si unisce alla Tianfeng Drama Society, dove conosce il drammaturgo Yao Ke. L'anno successivo Shangguan divorzierà da Zhang Dayan e sposò Yao. Nell'agosto 1944 ebbe una figlia che chiamò Yao Yao. Anche questo matrimonio non durò a lungo e la coppia divorziò prima che la figlia arrivasse al suo secondo anno di vita. Shangguan, successivamente, ebbe una breve relazione con l'attore Lan Ma.
Nel periodo post-bellico, Shangguan Yunzhu interpreta i primi ruoli da protagonista in Dream in Paradise, diretto da Tang Xiaodan e Long Live the Missus diretto da Sang Hu. Comincia dunque a recitare in film del movimento progressista, inclusi The Spring River Flows East (1947, diretto da Cai Chusheng e Zheng Junli), Myriad of Lights (1948, diretto da Shen Fu), Crows and Sparrows (1949, diretto da Zheng Junli), e Women Side by Side (1949, diretto da Chen Liting). Le sue performance magistrali in questi film popolari le portarono grande fama e successo dalla critica.

### Dopo il 1949

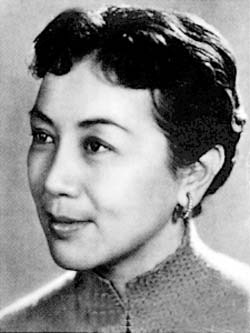
Shangguan Yunzhu in un'immagine dell'era comunista

Dopo la vittoria della guerra civile di Mao Zedong e la nascita della Repubblica Popolare Cinese nel 1949, Shangguan Yunzhu continuò la sua carriera d'attrice sotto nuove direzioni governative. Nel 1951 sposò il suo terzo marito Cheng Shuyao, manager del teatro Lyceum di Shanghai. Ebbe anche con lui un figlio, Wei Ran. Ching Shuyao fu coinvolto nella campagna Cinque Anti, lanciata da Mao contro la classe capitalista nel 1952. È stato accusato di appropriazione indebita e confessò sotto pressione. Shangguan decise di divorziare da Cheng, dopo un altro matrimonio che durò meno di due anni. Ebbe un rapporto amoroso in seguito con il regista He Lu.
Colpita dal fatto di essere complice in associazione con l'ex marito Cheng Shuyao, Shangguan non interpretò alcun ruolo cinematografico per diversi anni. Nel 1955, quando la situazione cambiò, ebbe modo di recitare in Storm on the Southern Island. Il regista Bai Chen la scelse per recitare il ruolo di protagonista di una eroica infermiera, bel diverso dai suoi ruoli tipici sociali e di mogli di ricche persone. Si adattò ai suoi nuovi ruoli, interpretando una grande varietà di personaggi in film come It's My Day Off (1959), Spring Comes to the Withered Tree (1961, diretti da Zheng Junli), Early Spring in February (1963, diretto da Xie Tieli), e Two Stage Sisters (1965, diretto da Xie Jin). È stata riconosciuta come una delle attrici di maggior talento e versatili in Cina.

#### La relazione con Mao
Si è detto che Shangguan Yunzhu abbia potuto avere una relazione intima con l'allora presidente Mao Zedong. Il 10 gennaio 1956 Shangguan e Mao ebbero un incontro privato organizzato dal sindaco di Shanghai, Chen Yi, al quale mai disse di essere un grande fan dell'attrice. Pare che Mao stesso avesse fatto più volte richiesta per poterla incontrare in privato.

### Il suicidio
Nel 1966 le fu diagnosticato un tumore al seno e venne operata. Ma due mesi dopo le fu diagnosticato un cancro al cervello e dovette sottoporsi ad un altro importante intervento.
Contemporaneamente a questi fatti, la rivoluzione culturale era alle porte. Venne accusata di "elevati consumi di erba" in film come Early Spring in February e Two Stage Sister. Venne perseguitata per il vociferarsi della sua relazione con Mao. Venne percossa dai seguaci della moglie di Mao, Jiang Qing, dove fu costretta a confessare la sua relazione con lui. Alle tre del mattino del 23 novembre del 1968, Shangguan Yuzhu si gettò dalla finestra del suo appartamento a Casa Wukang.

## Filmografia
- Fallen Rose (1941)
- Dream in Paradise (1947)
- Long Live the Missus (1947)
- The Spring River Flows East (1947)
- Myriad of Lights (1948)
- Hope in the World (1948)
- Crows and Sparrows (1949)
- Women Side by Side (1949)
- Storm on the Southern Island (1955)
- It's My Day Off (1959)
- Spring Comes to the Withered Tree (1961)
- Early Spring in February (1963)
- Two Stage Sisters (1965)